# Vratislav I
Vratislav I (± 888 - 13 februari 921), uit het Huis der Přemysliden, was hertog van Bohemen.
Vratislav I werd geboren in Praag.
Vratislavs oudere broer Spytihněv I volgde hun vader Bořivoj I op als hertog van Bohemen. In 895 onderwierpen Spytihněv en Vratislav zich op de rijksdag in Regensburg aan koning Arnulf van Karinthië. In 900 vocht Vratislav mee met het Beierse leger tegen Moravië. Hij volgde in 915 zijn broer op als hertog en versterkte zijn positie door samenwerking met de Hongaren. Vratislav stichtte de Sint-Jorisbasiliek in Praag. Hij overleed in een veldslag tegen de Hongaren en werd begraven in de Sint-Jorisbasiliek.
Vratislav was een jongere zoon van hertog Bořivoj I en de Heilige Ludmilla. Hij was gehuwd met Drahomíra uit het geslacht Stodoran, een Slavische prinses van de stam van de Havelii uit het oosten van het huidige Duitsland. Hierdoor steunde Vratislav de Slaven tegen de Saksen. Na zijn dood was Drahomira regentes. Vratislav en Drahomira kregen de volgende kinderen:
- Wenceslaus de Heilige
- Boleslav I
- Spytihněv (jong overleden)
- Pribislava
- vermoedelijk nog twee onbekende dochters